# 増殖性膀胱炎
増殖性膀胱炎（ぞうしょくせいぼうこうえん、英: Proliferative cystitis)は、膀胱から近位尿道の尿路上皮（＝移行上皮）の粘膜固有層に巣状に分布する限局性細胞集簇巣である。増殖性膀胱炎そのものは稀な疾患ではなく、正常膀胱でも組織学的に高頻度に認められる。好発部位は膀胱三角部であり、頻尿といった膀胱刺激症状、血尿、排尿障害、下腹部違和感等の症状を呈することがある。増殖性膀胱炎は、ブルン細胞巣・腺性膀胱炎・嚢胞性膀胱炎・乳頭状膀胱炎に分類される。

## 病理組織学的分類
| 分類         | 特徴                                                          | 備考                                      |
| ------------ | ------------------------------------------------------------- | ----------------------------------------- |
| ブルン細胞巣 | 尿路上皮細胞の充実胞巣が 分葉状に分布                         | 膀胱三角部から 頚部に好発                 |
| 腺性膀胱炎   | ブルン細胞巣中心の円柱上皮または 粘液産生上皮への化生         | 膀胱三角部から 頚部に好発                 |
| 嚢胞性膀胱炎 | 円柱上皮または粘液産生上皮から なる嚢胞状拡張した小腺管の集簇 | 膀胱三角部から 頚部に好発                 |
| 乳頭状膀胱炎 | 粘膜固有層の浮腫による粘膜の ポリープ状突出                   | カテーテル留置など慢性 粘膜刺激と関係する |

膀胱生検で認められた腺性膀胱炎

## 疫学
剖検例100例を対象に肉眼的に正常な膀胱粘膜を検討したところ、93%にブルン細胞巣、腺性（嚢胞性）膀胱炎、扁平上皮化生のいずれかが認められた。ブルン細胞巣は89%、腺性（嚢胞性）膀胱炎は60%に認められた (Wiener DP et al., 1979)。イヌの膀胱粘膜にもヒトとほぼ似通った頻度でブルン細胞巣、腺性（嚢胞性）膀胱炎が観察された (Lage AL et al., 1989)。日本人を対象とした研究でも、ブルン細胞巣、腺様膀胱炎のような限局性増殖性病変は、すべての年齢層で性別に関わらず頻繁に認められた。頻度的には円柱上皮や立方上皮化生、扁平上皮化生のような化生性病変はブルン細胞巣に比較してやや頻度が低かったと報告されている (Shirai T et al., 1987)。

## 症状
頻尿といった膀胱刺激症状、血尿、排尿障害、下腹部違和感等の症状を呈することがある。

## 鑑別疾患リスト
- 尿路上皮過形成
- 腎原性化生
- 内反性乳頭腫

## 増殖性膀胱炎の病因
ブルン細胞巣、腺性膀胱炎、嚢胞性膀胱炎は年齢、性別に関係なく膀胱三角部から膀胱頚部に認められることが多い組織学的変化である。いずれも粘膜下へ向かう下方増殖を示す点で増殖性膀胱炎として分類され、慢性の経過を辿り、単独で存在するよりも混在することが多い。

## 治療
治療として、副腎皮質ステロイド内服で改善した症例が報告されている。悪性腫瘍との鑑別が難しい場合は、組織学的診断を目的として経膀胱的膀胱腫瘍切除術が行われることがある。

## 予後
再発する症例も認められ、定期的な診察において尿検査・膀胱鏡検査・尿細胞診・腹部超音波検査を行うことが重要である。